# Moringa longituba
Espèce
Classification phylogénétique
Moringa longituba est une espèce de plantes à fleurs de la famille des Moringaceae.
C'est un arbuste à caudex qui pousse au nord-est du Kenya, en Somalie et à Madagascar. Il est très reconnaissable à ses fleurs rouges brillantes uniques chez les Moringa.
Il est utilisé en médecine traditionnelle contre les désordres intestinaux.